# Хлеб, любовь и ревность
Хлеб, любовь и ревность (итал. Pane, amore e gelosia) — черно-белая итальянская романтическая комедия 1954 года, поставленная режиссером Луиджи Коменчини. Фильм является вторым из тетралогии, в которую входят также ленты «Хлеб, любовь и фантазия», «Хлеб, любовь и…» и «Хлеб, любовь и Андалусия».